# Nova Bus LFS
Le Nova Bus LFS (pour « Low Floor System ») est un modèle d'autobus urbain à plancher bas et accessible au fauteuil roulant introduit en 1995, développé par Nova Bus, filiale de Volvo. Ce modèle est répandu à travers l’Amérique du Nord, majoritairement au Canada. Tous les bus sont maintenant de 4e génération.

## Variantes[1]
- LFS Diesel : variante classique
- LFS Artic : variante articulée. Disponible en version diésel ou hybride.
- LFS HEV : variante hybride (HEV pour Hybrid Energy Vehicule). On le distingue par son écusson « hybride » vert et par le canopi plus grand sur le toit de l'autobus, où sont situés les batteries pour le moteur hybride.
- LFS CNG : variante propulsée au gaz naturel
- LFSe : variante 100 % électrique
- LFSe+ : variante 100% électrique avec une meilleure autonomie que la variante LFSe

Des options sont disponibles pour configurer les bus en version suburbaine ou navette.

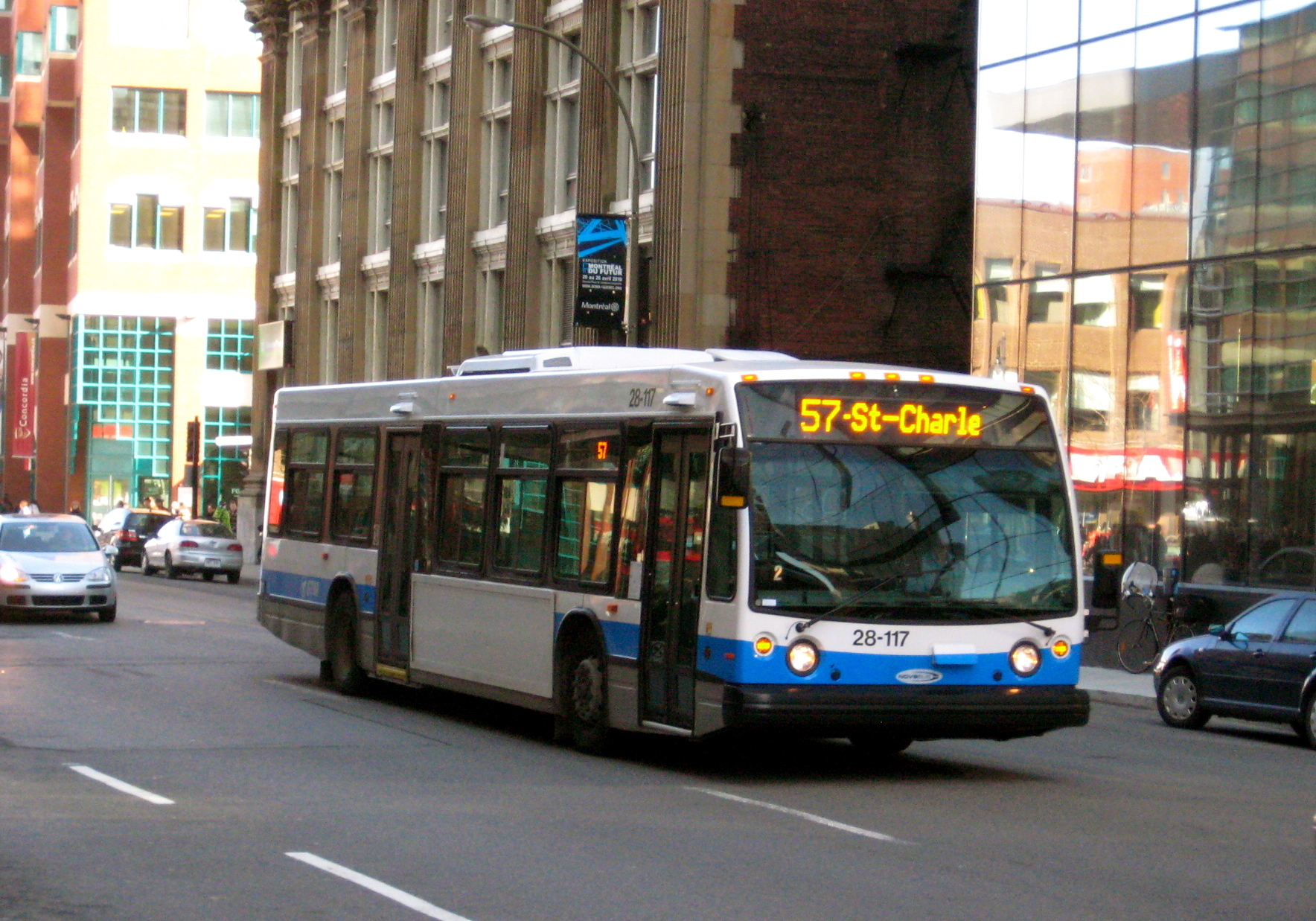
Nova LFS de 2e génération de la Société de transport de Montréal. N'est plus en production.
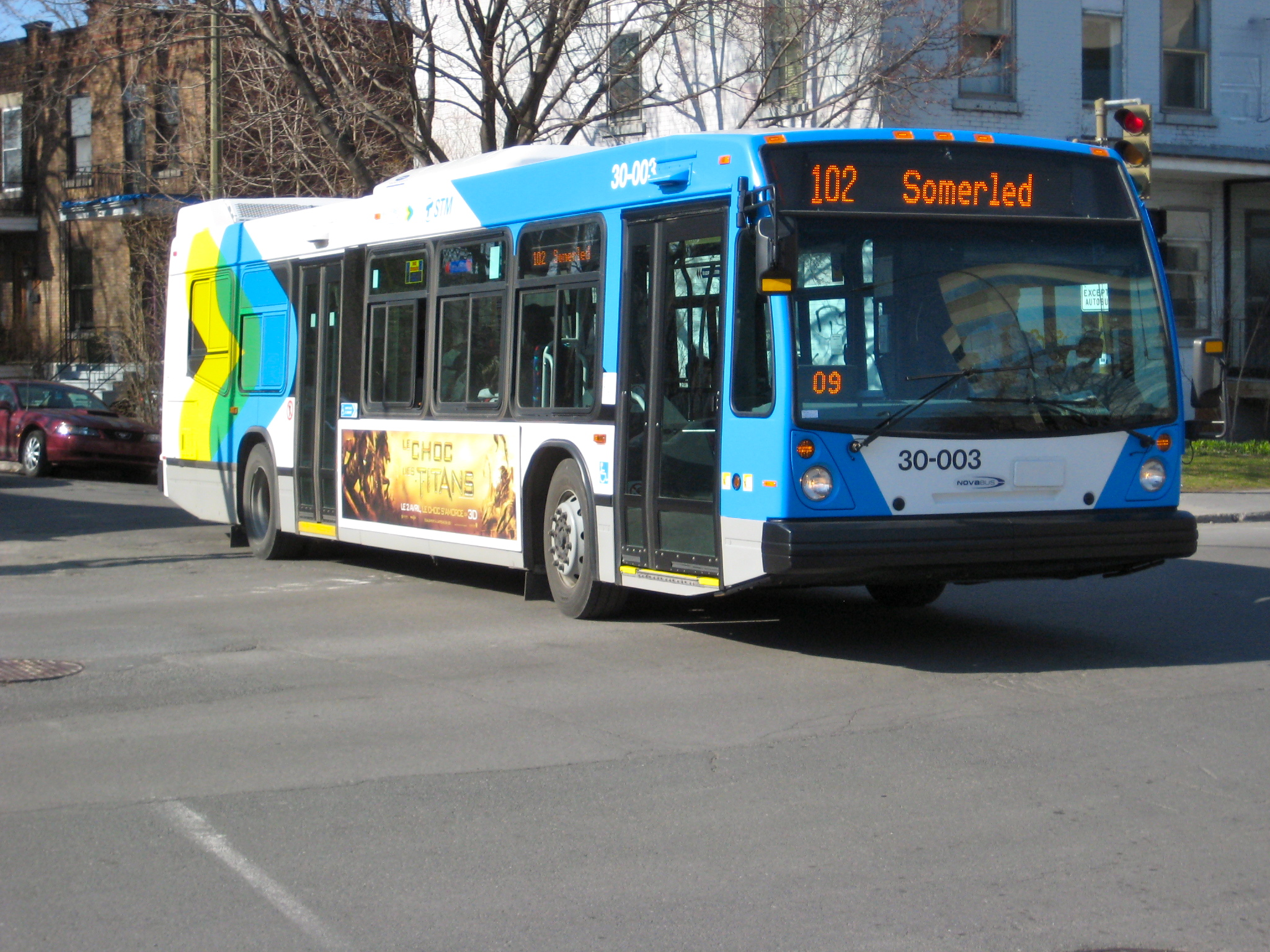
Nova LFS de 3e génération de la Société de transport de Montréal. N'est plus en production.
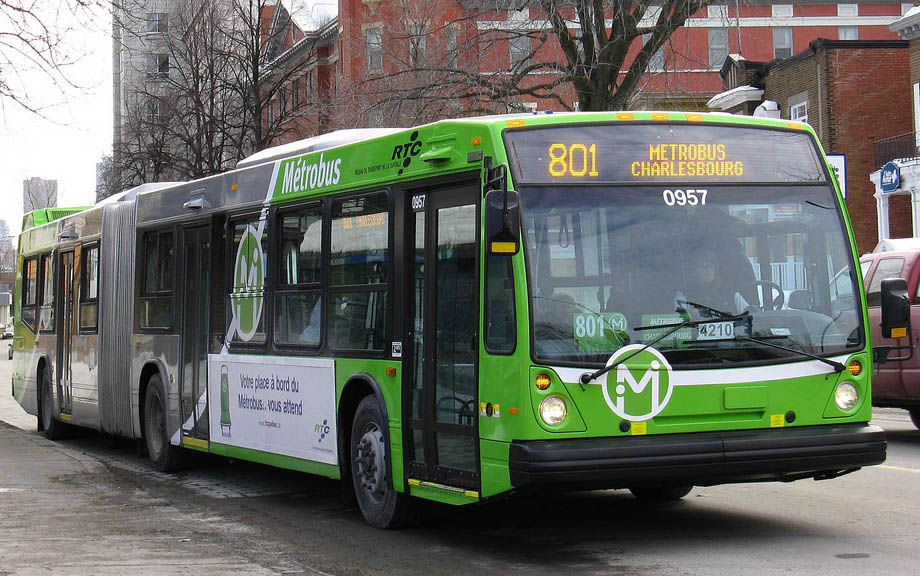
LFS Artic du Réseau de transport de la Capitale
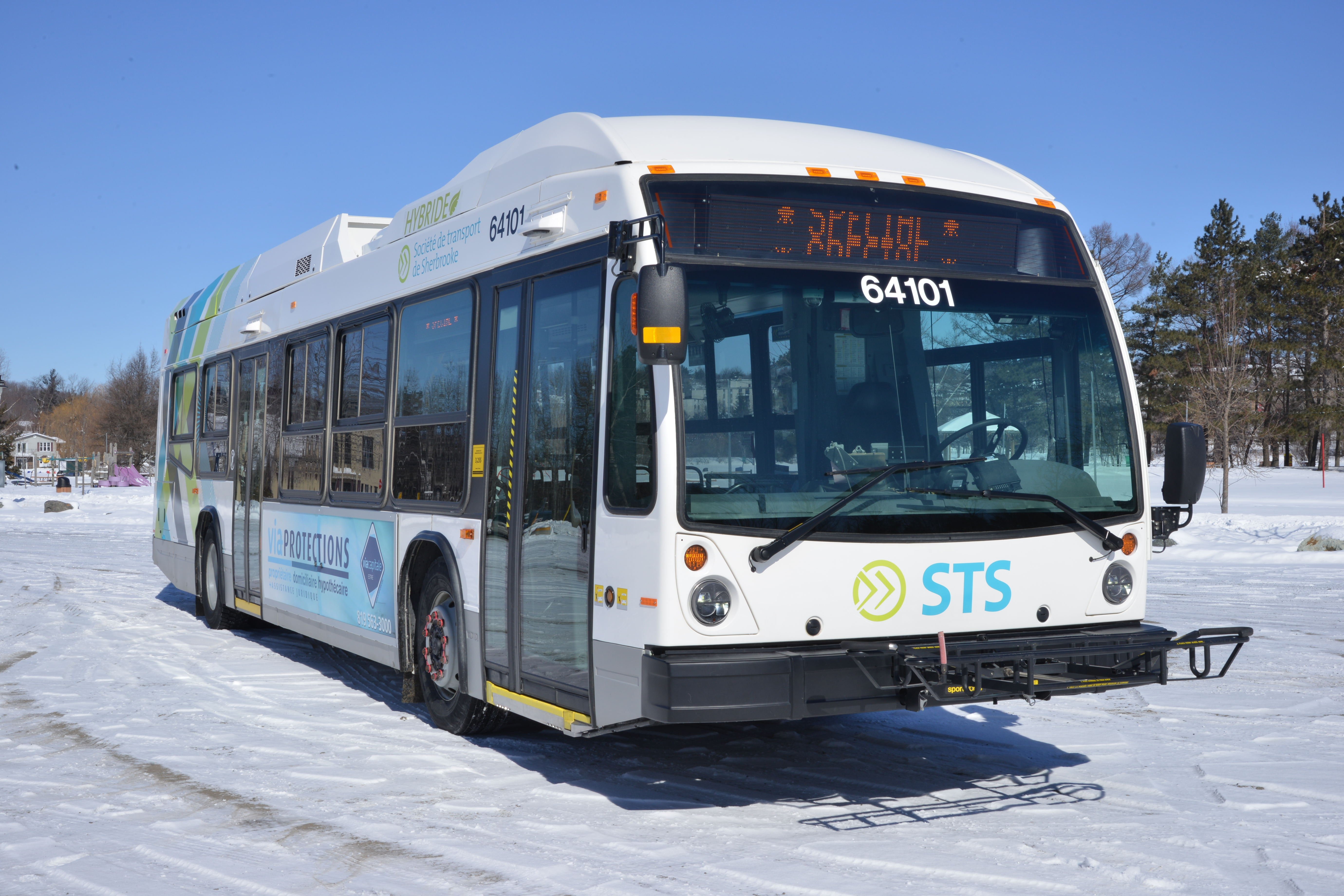
Nova LFS HEV de la Société de transport de Sherbrooke
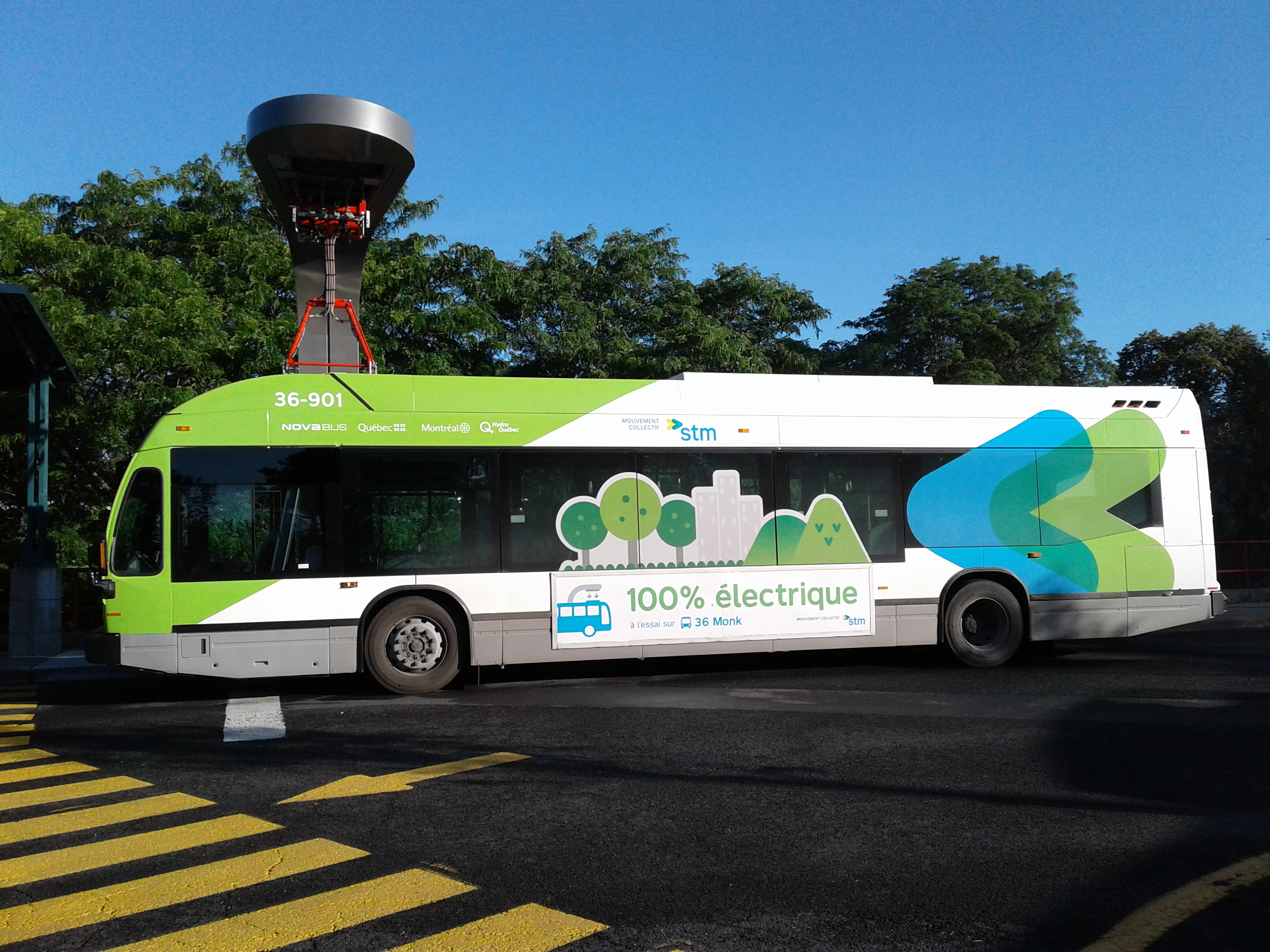
Nova LFSe de la Société de transport de Montréal
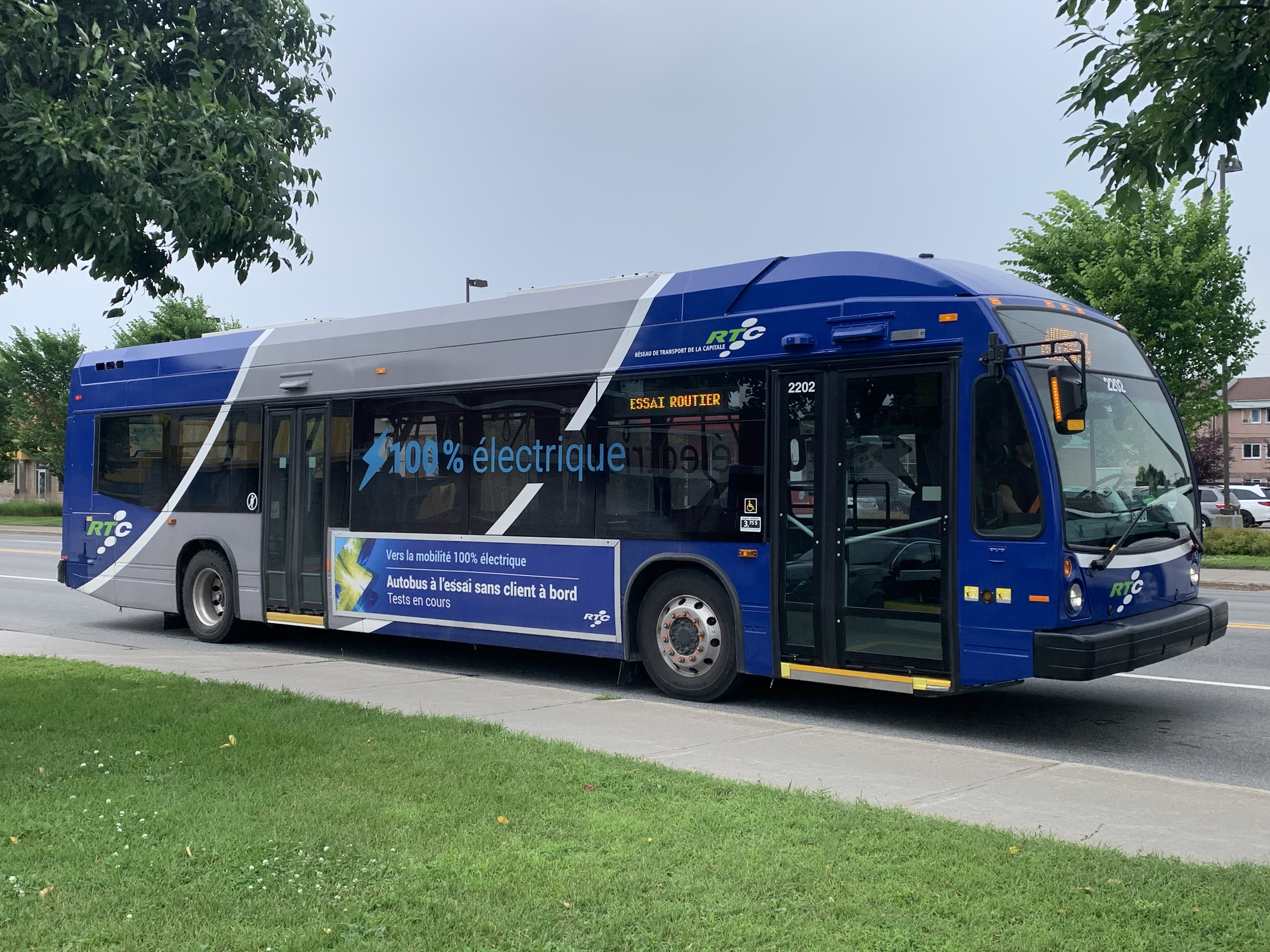
Nova LFS LFSe+ du Réseau de transport de la Capitale